# The Buffet
The Buffet è un album discografico in studio del cantante statunitense R. Kelly, pubblicato nel 2015.

## Tracce
1. The Poem
2. Poetic Sex
3. Anything Goes (feat. Ty Dolla $ign)
4. Let's Make Some Noise (feat. Jhené Aiko)
5. Marching Band (feat. Juicy J)
6. Switch Up (feat. Lil' Wayne and Jeremih)
7. Wanna Be There (feat. Ariirayé)
8. All My Fault
9. Wake Up Everybody
10. Get Out Of Here With Me
11. Backyard Party
12. Sextime
13. Let's Be Real Now (feat. Tinashe)
14. I Just Want To Thank You (feat. WizKid)
15. Keep Searchin'
16. Sufferin'
17. I Tried
18. Barely Breathin'